# Stazione di Roma Trastevere
Stazione di Roma Trastevere vasútállomás Olaszországban, Róma Trastevere városrészében.

## Vasútvonalak
Az állomást az alábbi vasútvonalak érintik:
- Pisa–Róma-vasútvonal

## Kapcsolódó állomások
A vasútállomáshoz az alábbi állomások vannak a legközelebb:
- Stazione di Quattro Venti (Stazione di Viterbo Porta Fiorentina, FL3)
- Stazione di Roma San Pietro (Stazione di Civitavecchia, FL5)
- Stazione di Villa Bonelli (Stazione di Fiumicino Aeroporto, FL1)
- Stazione di Roma Ostiense (Stazione di Orte, Stazione di Roma Tiburtina, Stazione di Roma Termini, FL1, FL3, FL5)